# Lonchocarpus nelsii
Espèce
Synonymes
- Dalbergia nelsii Schinz[2]
- Lonchocarpus nelsii subsp. nelsii[1]
- Lonchocarpus nelsii (Schinz) Schinz ex Heering & Grimme[2]
- Philenoptera nelsii (Schinz) Schrire (préféré par GRIN)[2]

Lonchocarpus nelsii est une espèce de plantes à fleurs de la famille des Fabaceae. C'est un arbre. 

## Liste des sous-espèces
Selon Catalogue of Life (11 août 2017) :
- Lonchocarpus nelsii subsp. katangensis (De Wild.) Mendonça & E. P. Sousa
- Lonchocarpus nelsii subsp. nelsii